# Johann Christoph Bernsmeyer

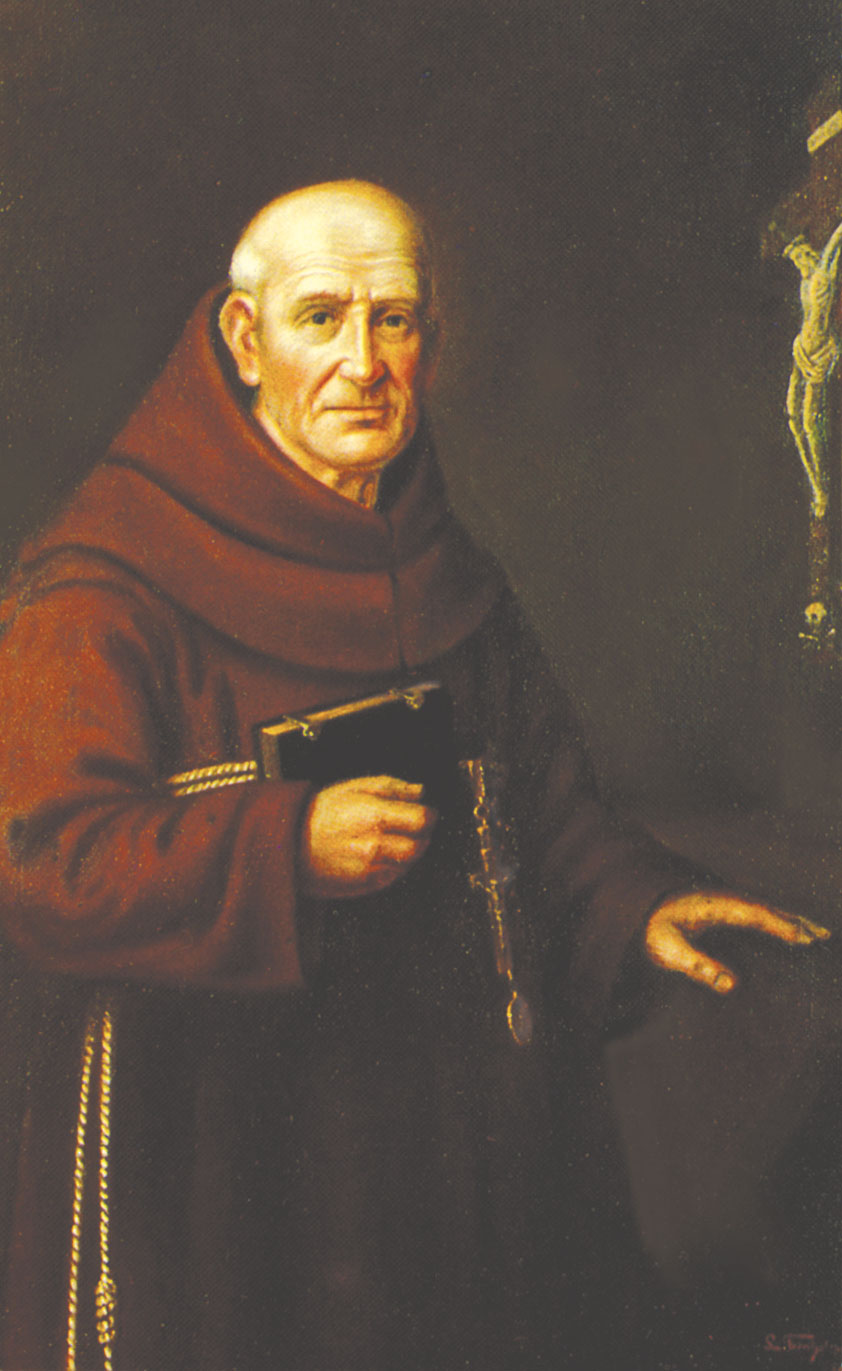
Johann Christoph Bernsmeyer

Johann Christoph Bernsmeyer OFM (* 15. Mai 1777 in Verl, Grafschaft Rietberg; † 2. Juni 1858 in Telgte, Kreis Münster) war ein deutscher Franziskaner und Gründer der Kongregation der Franziskanerinnen von St. Mauritz.

## Leben
Am 15. Mai 1777 wurde Johann Christoph Bernsmeyer in Verl geboren. Er besuchte die Schule in Gütersloh oder Rietberg. In Hamm trat er am 13. September 1801 in das Noviziat der Sächsischen Franziskanerprovinz vom Hl. Kreuz ein. Ein Jahr später legte er die einfachen Gelübde ab und studierte Philosophie im Studienkloster der Franziskaner in Warendorf, danach in ihrem Haupt-Studienkloster in Münster Theologie. Am 24. Januar 1805 wurde er zum Priester geweiht, beendete danach sein Studium und wurde in der Pfarrseelsorge eingesetzt.
Nach der Auflösung des Franziskanerklosters in Münster im Jahr 1811 infolge der Säkularisation ging Bernsmeyer als Wallfahrtsseelsorger und Kaplan nach Telgte. 1844 kaufte Bernsmeyer dort aus eigenen Mitteln ein ehemaliges Leprosorium und ließ ein Waisenhaus, später ein Krankenhaus errichten. Daraus entwickelte sich die Kongregation der Krankenschwestern vom Regulierten Dritten Orden des hl. Franziskus zu Münster. Das Mutterhaus wurde 1853 von Telgte nach St. Mauritz bei Münster verlegt. Bei Bernsmeyers Tod im Jahr 1858 zählte die Ordensgemeinschaft bereits 150 Schwestern in 23 Niederlassungen. Heute unterhält sie in Deutschland, Nordamerika, Japan, Polen und Indien viele gemeinnützige Einrichtungen.
Am 2. Juni 1858 starb Jophann Christoph Bernsmeyer in Telgte. Sein Grab befindet sich seit 1950 auf dem Schwesternfriedhof des St.-Rochus-Hospitals Telgte.